# Raumlage
Als Raumlage wird die Ausrichtung eines Objekts zum umgebenden Raum bezeichnet, vor allem bezüglich der Horizontale bzw. der Lotrichtung.
Zu einer vollständigen Angabe gehört aber noch seine Richtung und teilweise auch die Höhe.
Die Raumlage im o.e. Horizontsystem wird primär durch unser Gleichgewichtsorgan festgestellt, aber durch Auge und Muskelsinn gestützt. Der Gleichgewichtssinn kann aber bei ungewohnten Bewegungen oder Körperhaltungen Störungen erleiden (z. B. Vertigo). Verlässlicher geht es mit einer Wasserwaage, bzw. im Flugzeug dem künstlichen Horizont. Genaue Messungen verwenden zur Horizontierung spezielle Lotsensoren oder Libellen.
Drehbewegungen werden durch die Bogengänge im Innenohr kontrolliert, beim Instrumentenflug mit dem Wendezeiger. Auf Norden bezogene Richtungen misst man überwiegend mit dem Magnetkompass; zu genauen geodätischen Messungen siehe unten.

## Neigung
Als Steigung oder Neigung bezeichnet man den Winkel zwischen der Grundfläche (bzw. der Längsachse) eines Körpers und dem örtlichen Horizont. Bei Flugzeugen wird dieser Winkel (Drehung um die Querachse) Nicken genannt, der Drehwinkel um die Längsachse hingegen Rollen.
Bei Maschinenachsen spricht man von Achsneigung, bei nicht horizontalem Gelände von Gefälle oder Hangneigung, bei wechselndem Höhenverlauf von Verkehrswegen von der Gradiente. In der Geologie wird die Raumlage von Gesteinsschichten und -Klüften durch die Messung von Fallwinkel und Streichen bestimmt. In der Geotechnik stellt man diese Elemente auf der sogenannten Lagenkugel dar, die in der Mathematik einer Richtungs- bzw. Einheitskugel entspricht.
Während man im Alltag die Raumlage auf die Horizontale bzw. auf eine ebene Erdoberfläche bezieht, sind in der Astronomie eigene Definitionen notwendig. So wird die Lage einer Satellitenbahn auf die Ebene des Erdäquators bezogen und als Bahnneigung (Inklination) bezeichnet.

## Richtung
Neben der Neigung eines Objekts oder einer Achse zum Horizont gehört zur Raumlage auch seine Orientierung relativ zur Nordrichtung, insbesondere wenn sich das Objekt (oder die Person) bewegt. Diese Richtung wird im allgemeinen Sprachgebrauch als Himmelsrichtung bezeichnet, in Wissenschaft und Technik meist als Azimut.
In der Navigation spricht man vom Kurs, der sich auf geografisch oder auf magnetisch Nord beziehen kann. Im Englischen wird er als Course oder Track (Kurs über Grund) bzw. als Heading (Steuerkurs) bezeichnet.

## Geodäsie und Geografie
In den Erdwissenschaften sind – je nach Aufgabe – mehrere Koordinatensysteme in Gebrauch:
- das Horizontsystem (siehe oben) für Messungen an der Erdoberfläche mit Theodolit und ähnlichen Instrumenten
- das orthometrische Höhensystem (Niveauflächen des Erdschwerefeldes) für die Höhenmessung (Nivellement etc.)
- geografische Breite und Länge für Ortsangaben auf dem mittleren Erdellipsoid – v. a. für Geographie, GPS-Vermessung und Navigation
  - das UTM-Koordinatensystem für die Kartografie
- das geodätische Datum am Referenzellipsoid der jeweiligen Landesvermessung und
  - das Gauß-Krüger-Koordinatensystem als dessen Sonderfall
- geozentrische Koordinaten (meist X, Y, Z) mit Ursprung im Erdmittelpunkt.

## Astronomie und Raumfahrt
Im schwerelosen Raum fehlt der natürliche Bezug auf eine Lotrichtung. Daher wird hier die Raumlage bezüglich astronomisch definierter Richtungen und Ebenen festgelegt:
- bei der Beobachtung von Gestirnen relativ zur mittleren Lage des Erdäquators – im astronomischen Koordinatensystem (Rektaszension und Deklination)
- bei Erdsatelliten, Raketen und erdnahen Raumsonden relativ zum momentanen Erdäquator – nämlich als Bahnneigung und als Länge des aufsteigenden Knotens der jeweiligen Bahnebene
- zur Steuerung bei Raketenstarts horizontal orientierte Kreiselplattformen
- Stabilisierung von Raumsonden durch astronomisch orientierte Plattformen und nach hellen Gestirnen ausgerichtete Sternsensoren
- bei Körpern des Sonnensystems und ferneren Raumsonden Bezug auf die Ekliptik (mittlere Erdbahnebene) und die Schnittlinie (Knotenlänge) mit dieser
- bei Himmelskörpern außerhalb des Sonnensystems als galaktische Koordinaten.